# Régiment Royal-Comtois
Le régiment Royal-Comtois est un régiment d’infanterie du royaume de France créé en 1674 sous le nom de régiment de Listenois, devenu sous la Révolution le 73e régiment d'infanterie de ligne.

## Création et différentes dénominations
- 9 août 1674 : création du régiment de Listenois, levé en Franche-Comté
- 1685 : renommé régiment Royal-Comtois
- 1er janvier 1791 : devient le 73e régiment d’infanterie de ligne

## Colonels et mestres de camp
- 1674 : Claude de Bauffremont, marquis de Listenois puis son frère, Nicolas de Bauffremont, le régiment est nommé Listenois-infanterie
- 1685 : Prend le nom de Royal-Comtois au décès de Nicolas. Louis Christophe Gigault de Bellefond en est le colonel. Il meurt des blessures reçues à la bataille de Steinkerque, le 3 août 1692.
- 1734 : marquis de Froulay, colonel
- 1757 : marquis de Roquépine
- 1757 : comte de Puységur
- 1762-1773 : comte Louis-Pantaléon de Noé, colonel
- 1768-1771 : chevalier Joseph-Augustin-Prosper de Lamotte-Geffrard, lieutenant-colonel

## Historique des garnisons, combats et batailles du régiment
En 1677, il participe au siège de Saint-Omer.
Le 10 février 1749 , il reçoit l'incorporation du régiment de Bassigny
Lors de la réorganisation des corps d'infanterie français de 1762, le régiment conserve ses deux bataillons et est affecté au service de la Marine et des Colonies et à la garde des ports dans le royaume. 
L'ordonnance arrête également l'habillement et l'équipement du régiment comme suit
Habit, revers, veste et culotte blancs, collet et parements verts, doubles poches en long garnies de cinq boutons, dont un au milieu et deux à chaque bout, placés en ligne droite sur la largeur de la patte, trois sur la manche, quatre au revers et quatre au-dessous : boutons jaunes, avec le no 59. Chapeau bordé d'or.
En mai 1763 en garnison à l'Île d'Oléron, 
En 1768, un bataillon est en garnison à Saint-Martin-de-Ré, et un autre à Belle-Île-en-Mer.
En janvier 1769 le régiment au complet est en garnison à Rochefort.
Le 18 décembre 1772, le détachement du régiment qui avait été envoyé à l'île de France est incorporé dans le régiment de l'Île-de-France.
En 1789 et 1790 il est en garnison à Blois.
Le 2e bataillon du 73e régiment d’infanterie de ligne embarqué pour Saint-Domingue en 1792.

## Personnalités
- Camille-Charles Le Clerc de Fresne, alors lieutenant-colonel

## Drapeaux
3 drapeaux dont un blanc colonel, semé de fleurs de lys d’or, & croix de Bourgogne blanche en travers, et 2 d’ordonnance, « aurores semez de lys d’or, & croix de Bourgogne rouges en travers ».

Drapeaux d’ordonnance et colonel
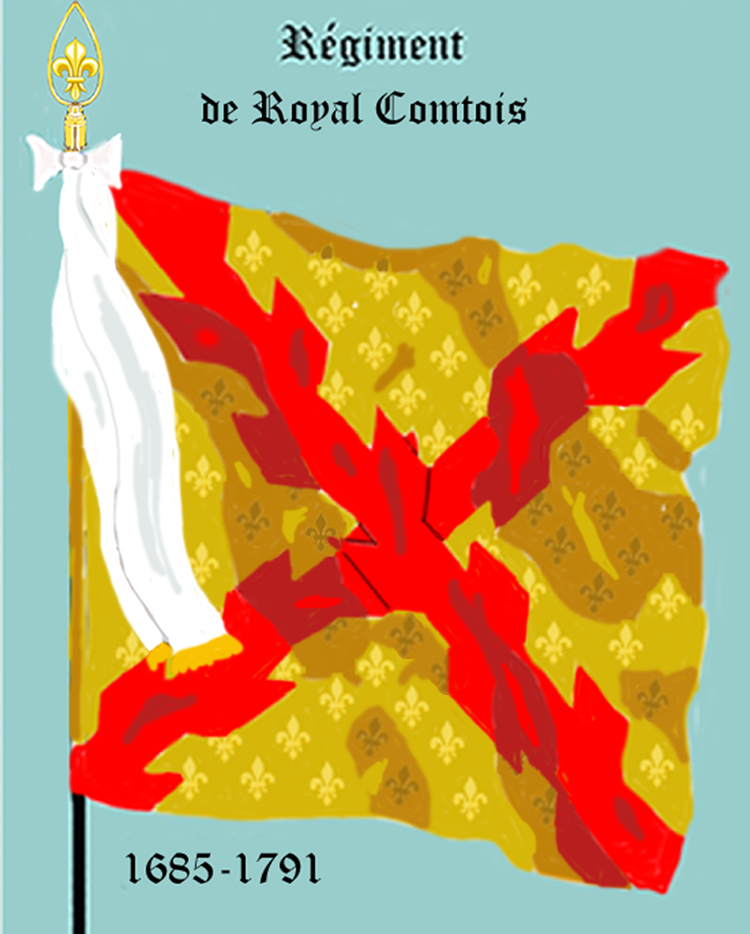
régiment Royal-Comtois de 1685 à 1791
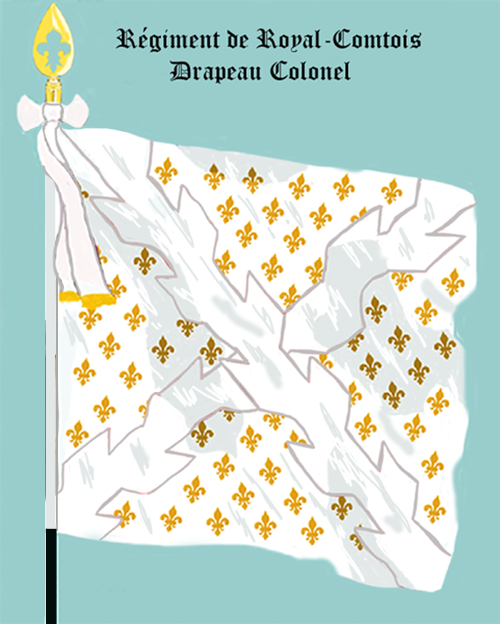
drapeau colonel

## Habillement

Uniformes
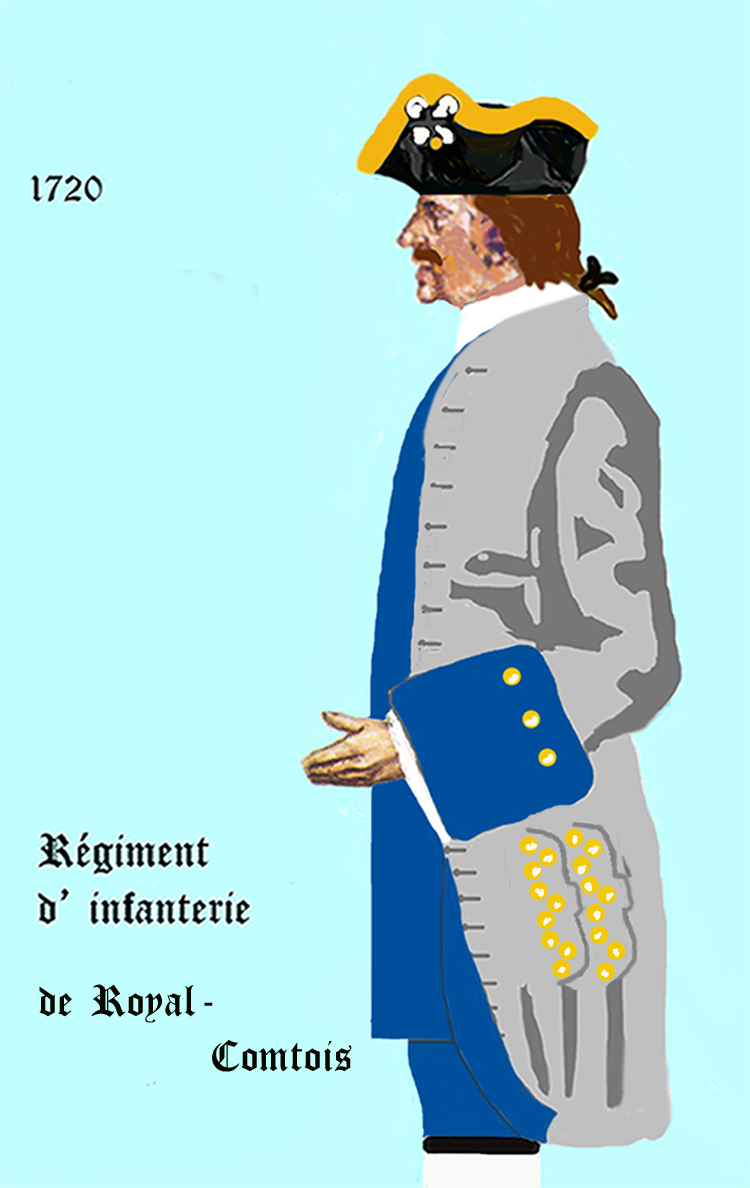
régiment Royal-Comtois de 1720 à 1734
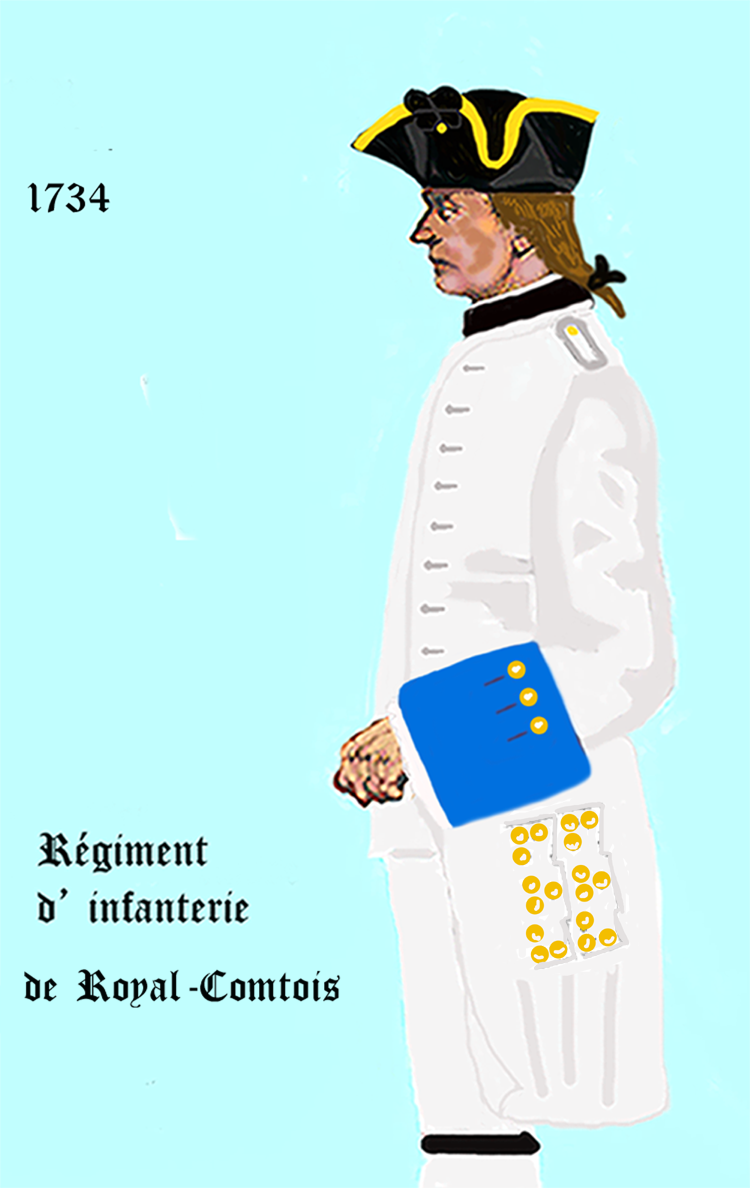
régiment Royal-Comtois de 1734 à 1757
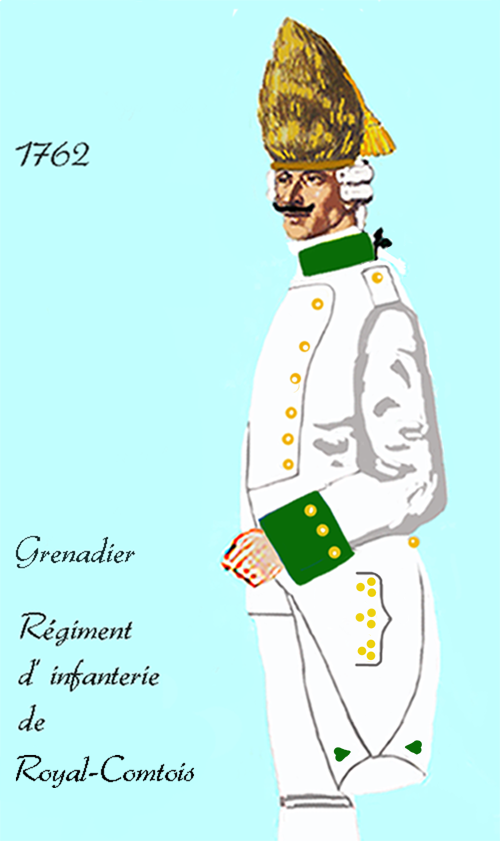
grenadier du régiment Royal-Comtois de 1762 à 1776

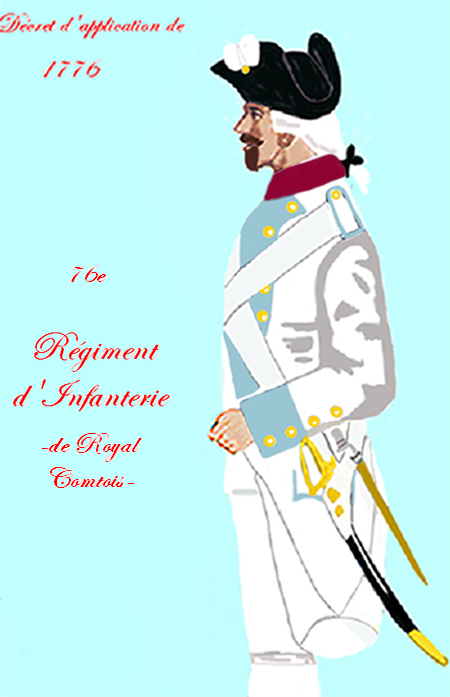
régiment Royal-Comtois de 1776 à 1779
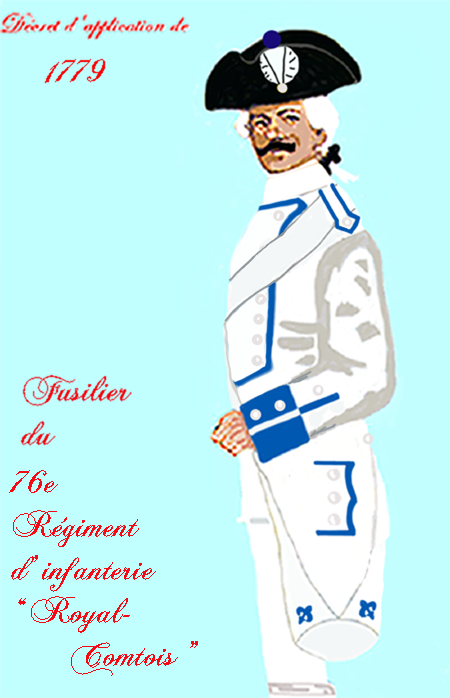
régiment Royal-Comtois de 1779 à 1791
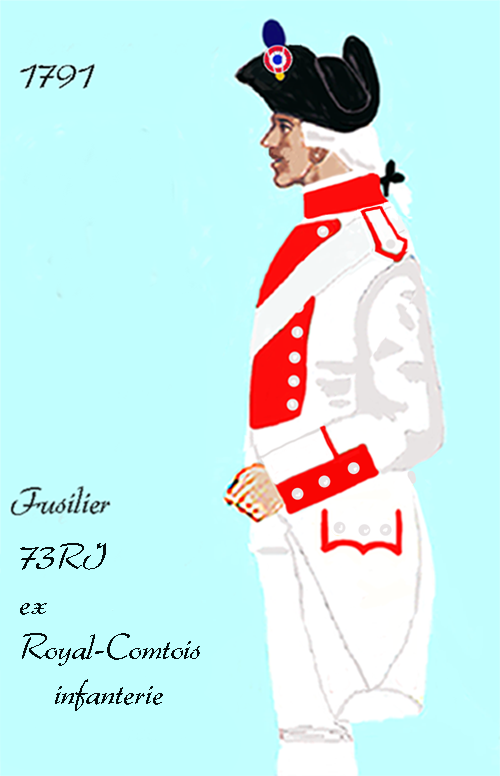
73e régiment d’infanterie de ligne de 1791 à 1796